# Подвысоцкий, Александр Иосифович
Александр Иосифович (Осипович) Подвысоцкий (1822 — 1883) — русский научный писатель, этнограф, лексикограф, мемуарист, историк-краевед Архангельской губернии. Архангельский вице-губернатор, статский советник. Младший брат Валериана Осиповича Подвысоцкого.

## Биография
Происходил из потомственных дворян Черниговской губернии. Родился в 1822 году (согласно Г. А. Милорадовичу) (также есть указание на 1825 год).
Отец, Иосиф Каетанович Подвысоцкий (1783–1848), поляк по происхождению, римо-католического вероисповедания, офицер Русской императорской армии, подполковник (1827). Утвержден во дворянстве Указом Герольдии от 21 октября 1845 года.
Мать, Клавдия Георгиевна, урожденная Савицкая (1794–1837), происходила из старинного козацко-старшинского  рода, впервые упоминаемого в 1687 г.., а по женской линии – из козацко-старшинского рода Стороженко. Унаследовала от родителей имение в селе Максимовка Борзнянского уезда, где и прошли его детские годы. Вместе со старшим братом – Валерианом, был помещиком родового недвижимого имения, состоящего: в селе Рыхта Каменецкого уезда Подольской губернии; в селе Максимовка, в сельце Глуховка, хутора Берёзовка и местечка Ична Борзнянского уезда Черниговской губернии.
С 17 августа 1839 года обучался в Харьковском университете на философском факультете (историко-филологическое отделение) — своекоштным студентом. Отличался высокой образованностью, в совершенстве владел польским и украинским языками. По окончании курса университета в 1842 году, со званием действительного студента, вступил в военную службу юнкером Украинского полка; в 1844 году, по прошению, вышел в отставку унтер-офицером.
В 1845 году начал службу преподавателем русского языка в учебных заведениях Варшавского учебного округа. В ноябре 1845 года был перемещён в ведомство Министерства внутренних дел исправляющим должность секретаря I-го класса в Правительственной комиссии внутренних и духовных дел Царства Польского (духовное отделение). Высочайшим приказом от 8.09.1847 года № 167, по Царству Польскому, пожалован, по званию действительного студента Харьковского университета, в чин губернского секретаря, со старшинством со дня вступления в службу — 23.01.1845 года, и оставлением в должности. Высочайшим приказом от 12.08.1848 года № 156, по Царству Польскому, произведён, за выслугу лет, в чин коллежского секретаря, со старшинством с 23.01.1848 года, и с оставлением в должности. Одновременно с занимаемой должностью, состоял прикомандированным членом разных других правительственных комиссий в Царстве Польском, исправляя должность чиновника особых поручений при польском наместнике. Высочайшим приказом от 22.08.1852 года № 168, по Царству Польскому, пожалован, за выслугу лет, в чин титулярного советника, со старшинством с 23.01.1852 года, и оставлением в должности.
Участвовал в войне 1853—1856 гг.: с должности секретаря I класса духовного отделения Правительственной комиссии внутренних и духовных дел Царства Польского, высочайшим приказом от 2.05.1854 года № 19, по Инспекторской части военного ведомства, был переведён на должность столоначальника Дежурства войск 3-го, 4-го и 5-го пехотных корпусов, т. е. на должность столоначальника штаба Южной армии. Высочайшим приказом от 28.11.1854 года № 50, по Инспекторской части военного ведомства, уволен от службы.
С начала революционных волнений в Варшаве в 1861 году состоял тайным (секретным) агентом Управления Варшавского жандармского округа, исправляющим должность чиновника особых поручений при наместнике Привислянского края с 22.05.1861 по 18.08.1861 года. С 18.08.1861 по май 1862 года — помощник управляющего, затем управляющий секретным отделением Особой канцелярии наместника Царства Польского, возглавлявший тайную полицию Варшавы. Во время массовых беспорядков в Варшаве, предшествовавших Польскому восстанию, на него было совершено покушение польскими заговорщиками. Подвысоцкого нашли повешенным в собственной квартире, но его удалось спасти. В связи с неудавшимся покушением, в июне 1862 года он был отставлен от должности, с оставлением при Отдельном корпусе жандармов. О событиях 1861–1862 годов в Варшаве оставил письменные воспоминания.
Из Варшавы 6 сентября 1863 года был переведён на должность исправника (начальника) Жандармского управления Сенненского уезда Могилевской губернии. С 3 апреля 1865 года отставлен от должности. В период могилевской службы участвовав в розыске, арестах и исполнении приговоров по делам польских мятежников.
Приказом министра внутренних дел от 23.02.1866 за № 9, из отставных коллежских асессоров определён в службу в М-во внутренних дел, с причислением к министерству. Приказом министра внутренних дел от 27.04.1866 года № 17, назначен советником Харьковского губернского правления, с 20 апреля 1866 г. Приказом министра внутренних дел от 23.12.1867 года № 40, назначен, с 9 декабря 1867 года, на должность старшего советника Харьковского губернского правления (следственно-арестантское отделение). В той должности, сенатским указом от 14.05.1868 за № 110, по ведомству М-ва внутренних дел, утверждён в чине коллежского асессора, со старшинством с 19.04.1861 г. Сенатским указом от 6.11.1868 года № 178, по Герольдии, по ведомству Министерства внутренних дел и его учреждениям, был произведён, за выслугу лет, в чин надворного советника, со старшинством с 7.08.1865 года. Сенатским указом от 28.04.1870 года № 77, по Герольдии, по ведомству Министерства внутренних дел, произведён, за выслугу лет, в чин коллежского советника, со старшинством с 29.08.1869 г. Состоял в Харьковском губернском попечительном о тюрьмах комитете. Также составил и издал «Харьковский адрес-календарь» на 1868, 1869, 1871 и 1872 годы.
Дополнением к высочайшему приказу от 20.08.1871 года № 34, по ведомству Министерства внутренних дел, подписанного управляющим министерством, статс-секретарем князем Лобановым, назначен, из старших советников Харьковского губернского правления — вице-губернатором Архангельской губернии и служил в этой должности по 5 сентября 1879 года. Указом от 8 апреля 1874 года, по Капитулу российских императорских и царских орденов, пожалован, в воздаяние отлично-усердной и ревностной службы, кавалером ордена Святой Анны 2-й степени. Сенатским указом от 20.07.1874 года № 72, по Герольдии, по ведомству Министерства внутренних дел и его учреждениям, пожалован в чин статского советника, со старшинством с 29.08.1873 года, и с оставлением в должности. Планировал занять должность губернатора и обращался с просьбой о содействии к московскому генерал-губернатору П.П. Дурново. Указом от 16 апреля 1878 года, в награду отлично-усердной службы и полезных трудов, пожалован орденом Святого Владимира 3 степени. Приказом управляющего Министерством финансов от 19.09.1879 года № 19, с должности архангельского вице-губернатора назначен управляющим Архангельской конторой Государственного Банка, с 5 сентября 1879 года, и на этой должности служил до самой кончины. Умер 22 февраля (6 марта) 1883 года. Похоронен на кладбище Архангельского Михайловского монастыря, могила не сохранилась.
За период службы побывал практически во всех населённых пунктах Архангельской губернии и собрал множество этнографического, географического и прочего материала; большая часть собранного вошла в его «Словарь областного архангельского наречия в его бытовом и этнографическом применении», изданный после его смерти в 1885 году. В 1881 году (29 декабря) за рукопись «Словаря» удостоен Вторым отделением Академии наук Ломоносовской премии ещё до его издания. По образу словаря Подвысоцкого позднее составлялись другие областные словари («Словарь областного олонецкого наречия в его бытовом и этнографическом применении» Г.И. Куликовского (СПб., 1898)). Традиции научной методики Подвысоцкого использованы составителями продолжающегося многотомного «Архангельского областного словаря» под ред. О. Г. Гецовой (М., 1980 – 2010. Т. 1 – 13).
Кроме «Словаря», Подвысоцкий напечатал «Харьковский календарь на 1869 год, месяцеслов, адресная и справочная книга» (Харьков, 1869); «Записки очевидца о событиях в Варшаве, в 1861 и 1862 годах, составленные по документам» (Санкт-Петербург, 1869); «Харьковский календарь на 1870 год» (Харьков, 1869); «Харьковский календарь на 1871 год» (Харьков, 1870); «Граф Михаил Огинский и его отношения к императору Александру Павловичу; из записок графа Огинского» («Русский Архив». — 1874. — Кн. 3); «Справочная и памятная книга Архангельской губернии на 1875 год и Статистическое описание сельского населения и его промышленности в Архангельской губернии» (Архангельск, 1874); «Повар Халябя; указ Императрицы Елисаветы Петровны о его возвращении из Колы» («Русская Старина». — 1875. — Т. XII); «Отправка купеческих сыновей в Англию, в 1766 году» («Русская Старина». — 1875. — Т. XIII); «Поиски морских раков в Белом море и Ледовитом океане; переписка кн. А. А. Вяземского с Головцыным» («Русская Старина». — 1876. — Т.  XVI); «Водворение и распространение картофеля в Архангельской губернии» и «Попытки освещения улиц в Архангельске, в 1767—1768 годах» («Русская Старина». — 1879. — Т. XXVI). Выступал корреспондентом журналов «Русский Инвалид» (1868), «Русский Архив» (1874), «Древняя и Новая Россия» (1879), «Русская Старина» (1868 – 1879); газеты «Архангельские губернские ведомости» (1872 – 1882), в которой публиковал статьи и материалы в рубрике под общим названием - «Выдержки из прошедшего и давнопрошедшего Архангельской губернии».

## Семья
Жена, Софья Абрамовна, урожденная Неудачина. Их дети:
- Валериан Александрович Подвысоцкий (род. 2.4.1863 года в Санкт-Петербурге[24]);
- Максимилиан Александрович Подвысоцкий (род. 10.08.1866 года в Харькове), окончил Санкт-Петербургский университет в 1889 году, юрист, в 1913 году вице-директор канцелярии Государственного контроля, действительный статский советник[1][25].